# 吴思敬 (诗歌评论家)
吴思敬（1942年11月16日—），男，北京人，中国诗歌评论家。现任首都师范大学文学院院长，教授，博士生导师。曾任中国诗歌学会副会长。